# Olmo Group

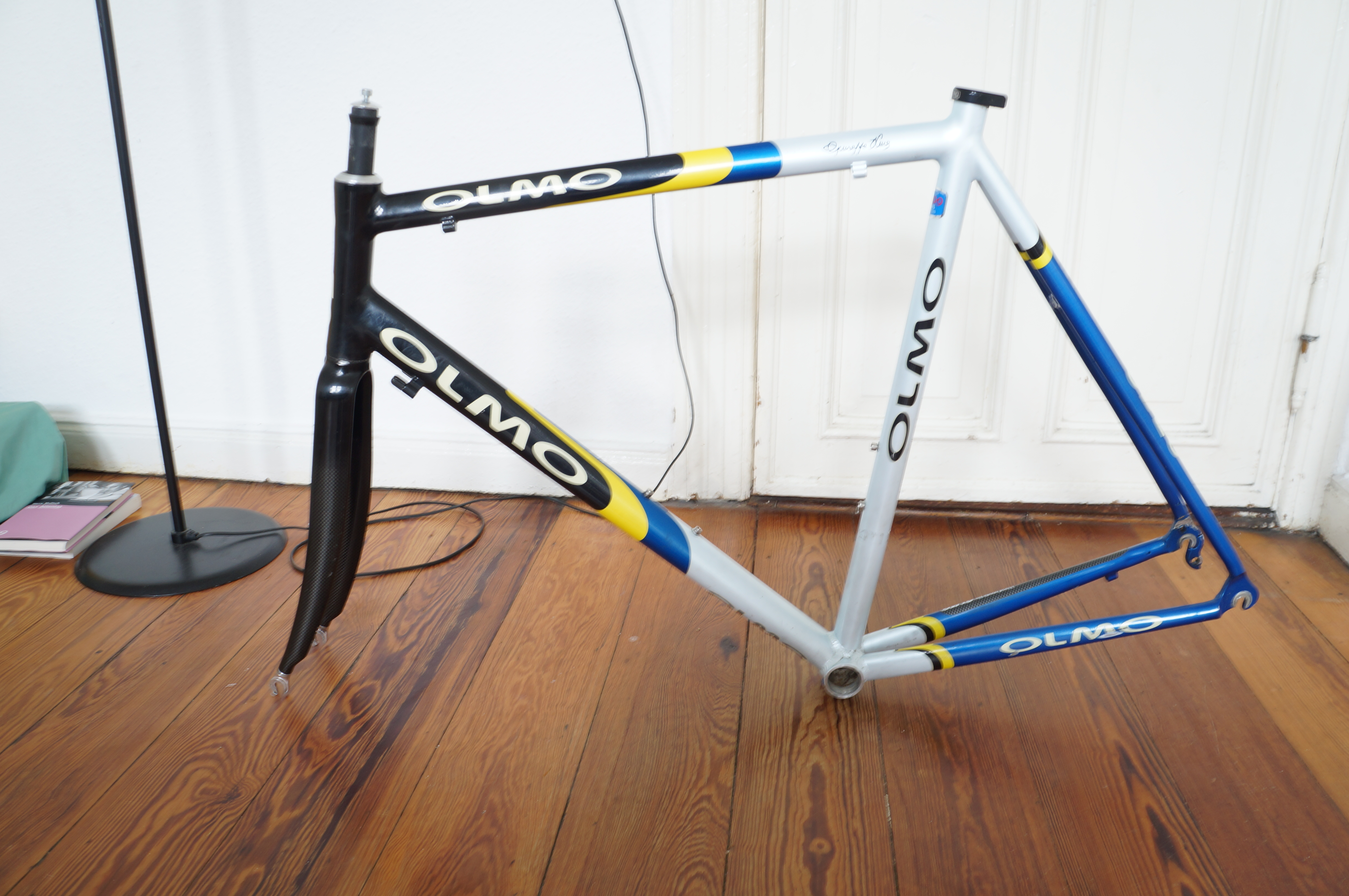
Moderner Olmo Rahmen mit Carbon Gabel und Semiintegriertem Steuersatz

Die Olmo Group bestehend aus der Olmo Giuseppe S.p.A., Artimino S.p.A., Toscana Gomma S.p.A. und der Giuseppe Olmo S.p.A. ist ein italienischer Fahrradhersteller.

## Geschichte
Die erste Manufaktur Olmo wurde 1939 von den Brüdern Giuseppe, Franco, Giovanni und Michele Olmo in Celle Ligure gegründet. Seitdem expandierte das Unternehmen in andere Geschäftsgebiete und stellt seit dem neben Fahrrädern auch Kunststoffe für Schuhe, Automobile, Möbel und zur Wärmedämmung her.
Einer der Brüder, Giuseppe Olmo, hielt den Stundenweltrekord von Oktober 1935 bis Oktober 1936. Er gewann Gold bei der Olympiade 1932 als Teil des Italienischen Radrenn-Teams.